# Umberto Maglioli
Umberto Vincenzo Luigi Maglioli (* 5. Juni 1928 in Bioglio nahe Biella; † 6. Februar 1999 in Monza) war ein italienischer Autorennfahrer.

## Karriere
Die große Domäne Magliolis waren die Sportwagenrennen, in denen er auf eine lange und erfolgreiche Motorsport-Karriere zurückblicken konnte. 1951 verpflichtete ihn Lancia und er erreichte den zweiten Platz bei der Mille Miglia. 1953 gewann er die Targa Florio für das italienische Team. 1954 konnte er auf einem Ferrari 375 Plus die Carrera Panamericana, das wohl härteste Langstreckenrennen der Welt gewinnen. 1956 gewann er für Porsche die Targa Florio, ein sehr wichtiger Sieg für die Zuffenhausener Marke, die mit ihren damals noch hubraumschwachen Fahrzeugen nur Außenseiterchancen hatte und erst 10 Jahre später Gesamtsieganwärter in der Sportwagen-Weltmeisterschaft wurde.
1968 gewann er auf einem Porsche 907 die Targa Florio zum insgesamt dritten Mal, diesmal an der Seite von Vic Elford. Auch beim 12-Stunden-Rennen von Sebring konnte er sich 1964 auf einem Ferrari 275P neben seinem Partner Mike Parkes als Sieger eintragen.
In den 1950er-Jahren kam Maglioli immer wieder als Gastfahrer für Ferrari zum Einsatz. Dieses Vertrauen dankte er der Scuderia während der Automobil-Weltmeisterschaft 1954 mit dem dritten Platz beim Großen Preis von Italien, als er sich mit José Froilán González einen Wagen teilte. Im Folgejahr sprang er erneut als Reservefahrer ein und brachte einen Ferrari 625 beim Grand Prix von Argentinien ebenfalls auf dem dritten Rang im Verein mit Giuseppe Farina und Maurice Trintignant unter schwersten Bedingungen ins Ziel, da bei der extremen Hitze sich die Fahrer abwechseln mussten – abgesehen vom Sieger Juan Manuel Fangio.
Während der Automobil-Weltmeisterschaft 1956 startete er bei drei Rennen mit einem Maserati 250F und seinen letzten Einsatz im Rahmen der Formel 1 sah man auf einem Formel-2-Porsche 718 während des Rennens am Nürburgring 1957.
Im Fahrerfeld war Magliolis Besonnenheit, die fast schon Gleichmut nahekam, legendär. Anlässlich der 24 Stunden von Le Mans 1967 sind Fotoaufnahmen Rainer W. Schlegelmilchs bekannt, die Maglioli in elegant-sportlicher Straßenkleidung und modischer Sonnenbrille zeigen, ein leicht spöttisch-distanziertes Lächeln auf den Lippen. Mal ähnelte er einem wohlhabenden Unternehmer der Modebranche, um gleich beim nächsten Bild spaßeshalber einen Tanktrichter als Sonnenschutz auf den Kopf zu setzen – ihm war es offenbar völlig gleich, wie er damit aussah.

## Statistik

### Statistik in der Automobil-Weltmeisterschaft

#### Gesamtübersicht
| Saison | Team                      | Chassis                 | Motor           | Rennen | Siege | Zweiter | Dritter | Poles | schn. Rennrunden | Punkte | WM-Pos. |
| ------ | ------------------------- | ----------------------- | --------------- | ------ | ----- | ------- | ------- | ----- | ---------------- | ------ | ------- |
| 1953   | Scuderia Ferrari          | Ferrari 553 Squalo      | Ferrari 2.0 L4  | 1      | −     | −       | −       | −     | −                | −      | NC      |
| 1954   | Scuderia Ferrari          | Ferrari 625F1           | Ferrari 2.5 L4  | 2      | −     | −       | 1       | −     | −                | 2      | 18.     |
| 1954   | Scuderia Ferrari          | Ferrari 553 Squalo      | Ferrari 2.5 L4  | 1      | −     | −       | −       | −     | −                | 2      | 18.     |
| 1955   | Scuderia Ferrari          | Ferrari 625F1           | Ferrari 2.5 L4  | 1      | −     | −       | 1       | −     | −                | 1,33   | 21.     |
| 1955   | Scuderia Ferrari          | Ferrari 555 Supersqualo | Ferrari 2.5 L4  | 1      | −     | −       | −       | −     | −                | 1,33   | 21.     |
| 1956   | Scuderia Guastalla        | Maserati 250F           | Maserati 2.5 L6 | 1      | −     | −       | −       | −     | −                | −      | NC      |
| 1956   | Officine Alfieri Maserati | Maserati 250F           | Maserati 2.5 L6 | 2      | −     | −       | −       | −     | −                | −      | NC      |
| 1957   | Dr. Ing. Porsche KG       | Porsche 550RS           | Porsche 1.5 F4  | 1      | −     | −       | −       | −     | −                | −      | NC      |
| Gesamt | Gesamt                    | Gesamt                  | Gesamt          | 10     | −     | −       | 2       | −     | −                | 3,33   |         |

#### Einzelergebnisse
| Saison | 1 | 2 | 3 | 4 | 5   | 6   | 7   | 8   | 9 | Anmerkungen                                                             |
| ------ | - | - | - | - | --- | --- | --- | --- | - | ----------------------------------------------------------------------- |
| 1953   |   |   |   |   |     |     |     |     |   |                                                                         |
|        |   |   |   |   |     |     |     | 8   |   |                                                                         |
| 1954   |   |   |   |   |     |     |     |     |   | übernahm am Start den Wagen von Manzon; übergab nach 24 Rd. an González |
| 1954   | 9 |   |   |   |     |     | 7   | 3   |   | übernahm am Start den Wagen von Manzon; übergab nach 24 Rd. an González |
| 1955   |   |   |   |   |     |     |     |     |   | übernahm den Wagen von Trintignant; Rd. 79–96, löste dabei Farina ab.   |
| 1955   | 3 |   |   |   |     |     | 6   |     |   | übernahm den Wagen von Trintignant; Rd. 79–96, löste dabei Farina ab.   |
| 1956   |   |   |   |   |     |     |     |     |   | übergab an Behra in Rd. 31                                              |
| 1956   |   |   |   |   |     | DNF | DNF | DNF |   | übergab an Behra in Rd. 31                                              |
| 1957   |   |   |   |   |     |     |     |     |   |                                                                         |
|        |   |   |   |   | DNF |     |     |     |   |                                                                         |

| Legende  | Legende            | Legende                                                          |
| Farbe    | Abkürzung          | Bedeutung                                                        |
| -------- | ------------------ | ---------------------------------------------------------------- |
| Gold     | –                  | Sieg                                                             |
| Silber   | –                  | 2. Platz                                                         |
| Bronze   | –                  | 3. Platz                                                         |
| Grün     | –                  | Platzierung in den Punkten                                       |
| Blau     | –                  | Klassifiziert außerhalb der Punkteränge                          |
| Violett  | DNF                | Rennen nicht beendet (did not finish)                            |
| Violett  | NC                 | nicht klassifiziert (not classified)                             |
| Rot      | DNQ                | nicht qualifiziert (did not qualify)                             |
| Rot      | DNPQ               | in Vorqualifikation gescheitert (did not pre-qualify)            |
| Schwarz  | DSQ                | disqualifiziert (disqualified)                                   |
| Weiß     | DNS                | nicht am Start (did not start)                                   |
| Weiß     | WD                 | zurückgezogen (withdrawn)                                        |
| Hellblau | PO                 | nur am Training teilgenommen (practiced only)                    |
| Hellblau | TD                 | Freitags-Testfahrer (test driver)                                |
| ohne     | DNP                | nicht am Training teilgenommen (did not practice)                |
| ohne     | INJ                | verletzt oder krank (injured)                                    |
| ohne     | EX                 | ausgeschlossen (excluded)                                        |
| ohne     | DNA                | nicht erschienen (did not arrive)                                |
| ohne     | C                  | Rennen abgesagt (cancelled)                                      |
| ohne     | keine WM-Teilnahme |                                                                  |
| sonstige | P/fett             | Pole-Position                                                    |
| sonstige | 1/2/3/4/5/6/7/8    | Punktplatzierung im Sprint-/Qualifikationsrennen                 |
| sonstige | SR/kursiv          | Schnellste Rennrunde                                             |
| sonstige | *                  | nicht im Ziel, aufgrund der zurückgelegten Distanz aber gewertet |
| sonstige | ()                 | Streichresultate                                                 |
| sonstige | unterstrichen      | Führender in der Gesamtwertung                                   |

### Le-Mans-Ergebnisse
| Jahr | Team                      | Fahrzeug           | Teamkollege        | Platzierung | Ausfallgrund         |
| ---- | ------------------------- | ------------------ | ------------------ | ----------- | -------------------- |
| 1953 | Scuderia Lancia           | Lancia D20         | Piero Taruffi      | Ausfall     | Motorschaden         |
| 1954 | Scuderia Ferrari          | Ferrari 375 Plus   | Paolo Marzotto     | Ausfall     | Kraftübertragung     |
| 1955 | Scuderia Ferrari          | Ferrari 121LM      | Phil Hill          | Ausfall     | Kupplungsschaden     |
| 1956 | Porsche KG                | Porsche 550 A/4    | Hans Herrmann      | Ausfall     | Motorschaden         |
| 1957 | Porsche KG                | Porsche 718 RSK    | Edgar Barth        | Ausfall     | Unfall               |
| 1959 | Porsche KG                | Porsche 718 RSK    | Hans Herrmann      | Ausfall     | Zündung              |
| 1963 | SpA Ferrari SEFAC         | Ferrari 250P       | Mike Parkes        | Rang 3      |                      |
| 1964 | SpA Ferrari SEFAC         | Ferrari 275P       | Giancarlo Baghetti | Ausfall     | Unfall               |
| 1965 | R.R.C. Walker Racing Team | Ford GT40          | Bob Bondurant      | Ausfall     | überhitzter Zylinder |
| 1967 | Scuderia Filipinetti      | Ford GT40          | Mario Casoni       | Ausfall     | überhitzter Zylinder |
| 1968 | Scuderia Filipinetti      | Chevrolet Corvette | Henri Greder       | Ausfall     | überhitzter Zylinder |

### Sebring-Ergebnisse
| Jahr | Team                       | Fahrzeug          | Teamkollege        | Teamkollege | Platzierung            | Ausfallgrund    |
| ---- | -------------------------- | ----------------- | ------------------ | ----------- | ---------------------- | --------------- |
| 1955 | Marquis de Portago         | Ferrari 750 Monza | Alfonso de Portago |             | Ausfall                | Getriebeschaden |
| 1964 | SEFAC Ferrari              | Ferrari 275P      | Mike Parkes        |             | Gesamtsieg             |                 |
| 1965 | Kleiner Racing Enterprises | Ferrari 275P      | Giancarlo Baghetti |             | Rang 8                 |                 |
| 1967 | Brescia Corse Team         | Ford GT40         | Nino Vaccarella    |             | Rang 5 und Klassensieg |                 |
| 1969 | Raceco                     | Chevron B8        | Hugh Kleinpeter    | Bob Beatty  | Rang 43                |                 |

### Einzelergebnisse in der Sportwagen-Weltmeisterschaft
| Saison | Team                                                                       | Rennwagen                                                  | 1   | 2   | 3   | 4   | 5   | 6   | 7   | 8   | 9   | 10  | 11  | 12  | 13  | 14  | 15  | 16  | 17  | 18  | 19  | 20  | 21  | 22  |
| ------ | -------------------------------------------------------------------------- | ---------------------------------------------------------- | --- | --- | --- | --- | --- | --- | --- | --- | --- | --- | --- | --- | --- | --- | --- | --- | --- | --- | --- | --- | --- | --- |
| 1953   | Lancia Scuderia Ferrari Scuderia Gustalla                                  | Lancia D20 Ferrari 375MM                                   | SEB | MIM | LEM | SPA | NÜR | RTT | CAP |     |     |     |     |     |     |     |     |     |     |     |     |     |     |     |
| 1953   | Lancia Scuderia Ferrari Scuderia Gustalla                                  | Lancia D20 Ferrari 375MM                                   |     | DNF | DNF | DNF |     |     | DNF |     |     |     |     |     |     |     |     |     |     |     |     |     |     |     |
| 1954   | Scuderia Ferrari Erwin Goldschmidt                                         | Ferrari 375 Plus                                           | BUA | SEB | MIM | LEM | RTT | CAP |     |     |     |     |     |     |     |     |     |     |     |     |     |     |     |     |
| 1954   | Scuderia Ferrari Erwin Goldschmidt                                         | Ferrari 375 Plus                                           | 1   |     | DNF | DNF |     | 1   |     |     |     |     |     |     |     |     |     |     |     |     |     |     |     |     |
| 1955   | Scuderia Ferrari Alfonso de Portago                                        | Ferrari 750 Monza Ferrari 118LM Ferrari 121LM Ferrari 857S | BUA | SEB | MIM | LEM | RTT | TAR |     |     |     |     |     |     |     |     |     |     |     |     |     |     |     |     |
| 1955   | Scuderia Ferrari Alfonso de Portago                                        | Ferrari 750 Monza Ferrari 118LM Ferrari 121LM Ferrari 857S | DNF | DNF | 3   | DNF | 8   | DNF |     |     |     |     |     |     |     |     |     |     |     |     |     |     |     |     |
| 1956   | Maserati Porsche                                                           | Osca MT4 Maserati 300S Porsche 550                         | BUA | SEB | MIM | NÜR | KRI |     |     |     |     |     |     |     |     |     |     |     |     |     |     |     |     |     |
| 1956   | Maserati Porsche                                                           | Osca MT4 Maserati 300S Porsche 550                         |     |     | DNF | 4   | DNF |     |     |     |     |     |     |     |     |     |     |     |     |     |     |     |     |     |
| 1957   | Porsche                                                                    | Porsche 550 RS Porsche 718 RSK                             | BUA | SEB | MIM | NÜR | LEM | KRI | CAR |     |     |     |     |     |     |     |     |     |     |     |     |     |     |     |
| 1957   | Porsche                                                                    | Porsche 550 RS Porsche 718 RSK                             |     |     | 5   | 4   | DNF |     |     |     |     |     |     |     |     |     |     |     |     |     |     |     |     |     |
| 1959   | Porsche                                                                    | Porsche 718 RSK                                            | SEB | TAR | NÜR | LEM | RTT |     |     |     |     |     |     |     |     |     |     |     |     |     |     |     |     |     |
| 1959   | Porsche                                                                    | Porsche 718 RSK                                            |     | DNF | 4   | DNF | 12  |     |     |     |     |     |     |     |     |     |     |     |     |     |     |     |     |     |
| 1960   | Camoradi Racing                                                            | Maserati Tipo 61                                           | BUA | SEB | TAR | NÜR | LEM |     |     |     |     |     |     |     |     |     |     |     |     |     |     |     |     |     |
| 1960   | Camoradi Racing                                                            | Maserati Tipo 61                                           | DNF |     |     |     |     |     |     |     |     |     |     |     |     |     |     |     |     |     |     |     |     |     |
| 1961   | Scuderia Serenissima                                                       | Maserati Tipo 63                                           | SEB | TAR | NÜR | LEM | PES |     |     |     |     |     |     |     |     |     |     |     |     |     |     |     |     |     |
| 1961   | Scuderia Serenissima                                                       | Maserati Tipo 63                                           |     | 5   | 23  |     |     |     |     |     |     |     |     |     |     |     |     |     |     |     |     |     |     |     |
| 1962   | Scuderia Sant’ Ambroeus OSAC                                               | Porsche 718 RSK Ferrari 250 GTO                            | DAY | SEB | SEB | MAI | TAR | BER | NÜR | LEM | TAV | CCA | RTT | NÜR | BRI | BRI | PAR |     |     |     |     |     |     |     |
| 1962   | Scuderia Sant’ Ambroeus OSAC                                               | Porsche 718 RSK Ferrari 250 GTO                            |     |     |     |     | DNF |     | DNF |     |     |     |     |     |     |     |     |     |     |     |     |     |     |     |
| 1963   | Porsche Scuderia Serenissima Scuderia Ferrari                              | Porsche 718 WRS Ferrari 250TRI Ferrari 250P                | DAY | SEB | SEB | TAR | SPA | MAI | NÜR | CON | ROS | LEM | MON | WIS | TAV | FRE | CCE | RTT | OVI | NÜR | MON | MON | TDF | BRI |
| 1963   | Porsche Scuderia Serenissima Scuderia Ferrari                              | Porsche 718 WRS Ferrari 250TRI Ferrari 250P                |     |     |     | 7   |     |     | 3   |     |     | 3   |     |     |     |     |     |     |     |     |     |     |     |     |
| 1964   | Scuderia Ferrari Porsche Gotfrid Köchert                                   | Ferrari 275P Porsche 904 Ferrari 250LM                     | DAY | SEB | TAR | MON | SPA | CON | NÜR | ROS | LEM | REI | FRE | CCE | RTT | SIM | NÜR | MON | TDF | BRI | BRI | PAR |     |     |
| 1964   | Scuderia Ferrari Porsche Gotfrid Köchert                                   | Ferrari 275P Porsche 904 Ferrari 250LM                     |     | 1   | 6   |     |     |     | DNF |     | DNF |     |     |     |     |     |     |     |     |     |     |     |     |     |
| 1965   | Kleiner Racing Enterprises Carroll Shelby International Porsche Rob Walker | Ferrari 275P Ford GT40 Porsche 904                         | DAY | SEB | BOL | MON | MON | RTT | TAR | SPA | NÜR | MUG | ROS | LEM | REI | BOZ | FRE | CCE | OVI | NÜR | BRI | BRI |     |     |
| 1965   | Kleiner Racing Enterprises Carroll Shelby International Porsche Rob Walker | Ferrari 275P Ford GT40 Porsche 904                         |     | 8   |     |     | DNF |     | 3   |     | 5   |     |     | DNF |     |     |     |     |     |     |     |     |     |     |
| 1966   | Scuderia Filipinetti                                                       | Porsche 906                                                | DAY | SEB | MON | TAR | SPA | NÜR | LEM | MUG | CCE | HOK | SIM | NÜR | ZEL |     |     |     |     |     |     |     |     |     |
| 1966   | Scuderia Filipinetti                                                       | Porsche 906                                                | 5   |     |     |     |     |     |     |     |     |     |     |     |     |     |     |     |     |     |     |     |     |     |
| 1967   | Brescia Racing Corse Porsche                                               | Ford GT40 Porsche 910                                      | DAY | SEB | MON | SPA | TAR | NÜR | LEM | HOK | MUG | BRH | CCE | ZEL | OVI | NÜR |     |     |     |     |     |     |     |     |
| 1967   | Brescia Racing Corse Porsche                                               | Ford GT40 Porsche 910                                      | DNF | 5   |     |     | DNF |     | DNF |     |     |     |     | 3   |     |     |     |     |     |     |     |     |     |     |
| 1968   | Porsche Scuderia Filipinetti                                               | Porsche 907 Chevrolet Corvette                             | DAY | SEB | BRH | MON | TAR | NÜR | SPA | WAT | ZEL | LEM |     |     |     |     |     |     |     |     |     |     |     |     |
| 1968   | Porsche Scuderia Filipinetti                                               | Porsche 907 Chevrolet Corvette                             |     |     |     |     | 1   |     |     |     |     | DNF |     |     |     |     |     |     |     |     |     |     |     |     |
| 1969   | Team Raceco of Miami Porsche                                               | Ferrari 250LM Chevron B8 Porsche 908                       | DAY | SEB | BRH | MON | TAR | SPA | NÜR | LEM | WAT | ZEL |     |     |     |     |     |     |     |     |     |     |     |     |
| 1969   | Team Raceco of Miami Porsche                                               | Ferrari 250LM Chevron B8 Porsche 908                       | DNF | 43  |     |     | 2   |     |     |     |     |     |     |     |     |     |     |     |     |     |     |     |     |     |
| 1970   | Autodelta                                                                  | Alfa Romeo Tipo 33                                         | DAY | SEB | BRH | MON | TAR | SPA | NÜR | LEM | WAT | ZEL |     |     |     |     |     |     |     |     |     |     |     |     |
| 1970   | Autodelta                                                                  | Alfa Romeo Tipo 33                                         |     | DNF |     |     |     |     |     |     |     |     |     |     |     |     |     |     |     |     |     |     |     |     |